# Alan Campbell
Alan Campbell (* 21. Februar 1904 in Richmond, Virginia; † 14. Juni 1963 in Los Angeles, Kalifornien) war ein US-amerikanischer Drehbuchautor.

## Leben
Alan Campbell kam 1904 als einziges Kind von Hortense (geb. Eichel) und Harry Lee Campbell in Richmond, Virginia, zur Welt. Sein Vater war schottischer Herkunft, seine Mutter entstammte einer jüdischen Familie, die aus dem Elsass in die Vereinigten Staaten ausgewandert war und sich nach dem Amerikanischen Bürgerkrieg in Richmond angesiedelt hatte. Nach der Scheidung seiner Eltern lebte Alan Campbell bei seiner Mutter, die als Finanzbeamtin ihren Lebensunterhalt verdiente. Nach seinem Abschluss in Bauingenieurwesen am Virginia Military Institute arbeitete Campbell für das Virginia State Highway Department. Unzufrieden mit seinem Beruf beschloss er zwei Jahre später, Schauspieler zu werden. In den späten 1920er Jahren zog er schließlich nach New York, wo er eine Zeit lang für das Magazin The New Yorker tätig war und bis 1934 mehrfach am Broadway auftrat, so unter anderem im Musical Show Boat sowie in Noël Cowards Bühnenstück Design for Living. 1933 lernte Campbell die elf Jahre ältere Autorin Dorothy Parker kennen, die er ein Jahr später heiratete. Gemeinsam gingen sie nach Hollywood, wo sie ab 1935 Drehbücher für Produzent David O. Selznick und Studios wie Paramount Pictures und United Artists schrieben. 1938 wurden sie für den Film Ein Stern geht auf (A Star Is Born) zusammen mit Robert Carson für den Oscar in der Kategorie Bestes Originaldrehbuch nominiert. 1954 wurde ebendieses Skript erneut verfilmt.
Auf Drängen seiner Frau verpflichtete sich Campbell 1942 bei der U.S. Army und war zunächst in Miami, Harrisburg und auf Long Island stationiert. An einer Offizierschule erhielt er den Rang eines Leutnants, ehe er im November 1943 nach London versetzt wurde. Dort war er während des Zweiten Weltkriegs für die Air Force ISR Agency, den Nachrichtendienst der US Air Force, im Einsatz. Anschließend diente er in Paris und Deutschland. Im November 1946 kehrte er schließlich nach New York zurück.
Durch den Krieg entfremdet ließen sich Campbell und Parker 1947 scheiden. Drei Jahre später heirateten sie erneut. Ihre zweite Ehe hielt trotz weiterer Trennungen bis zu Campbells Tod im Jahr 1963, als er sich mit einer Überdosis Schlaftabletten das Leben nahm. Sein Grab befindet sich auf dem Hebrew Cemetery in seiner Heimatstadt Richmond. In der Filmbiografie Mrs. Parker und ihr lasterhafter Kreis (Mrs. Parker and the Vicious Circle, 1994) über das Leben Dorothy Parkers wurde Campbell von Peter Gallagher verkörpert.

## Filmografie (Auswahl)
- 1935: Liebe im Handumdrehen (Hands Across the Table)
- 1936: Flucht in die Liebe (The Moon’s Our Home)
- 1936: Suzy
- 1936: Lady Be Careful
- 1937: Ein Stern geht auf (A Star Is Born)
- 1938: Singende Herzen (Sweethearts)
- 1941: Die kleinen Füchse (The Little Foxes)
- 1942: Sechs Schicksale (Tales of Manhattan)
- 1943: Auf ewig und drei Tage (Forever and a Day)
- 1950: Einer weiß zuviel (Woman on the Run)
- 1954: Ein neuer Stern am Himmel (A Star Is Born)

## Auszeichnungen
- 1938: Oscar-Nominierung in der Kategorie Bestes Originaldrehbuch für Ein Stern geht auf zusammen mit Robert Carson und Dorothy Parker